# Rhamnus californica
Rhamnus californica (sin. Frangula californica (Eschsch.) A.Gray) es un arbusto originario de California y del sudoeste de Oregón. También se le llama bayas de café debido a sus semillas parecidas al café. Nombres vulgares en español: Cambronera o Espino Cerval de California.[cita requerida]

## Descripción
Es un arbusto siempreverde de 2 a 5 m de altura, con ramas rojo oscuras. Las hojas tienen de 2 a 8 cm de longitud, verdes muy negruzcas, y curvadas en los bordes. Las flores son pequeñas y blanco verdosas, con cinco pétalos; producen ramos de 5 a 60 juntos. El fruto es una drupa de 10 a 15 mm de diámetro, que torna a rojo, luego a púrpura y finalmente negro en el verano.
Estas plantas crecen en áreas ventosas, donde usualmente no excede el metro o dos en alto o ancho, pero en áreas protegidas como cañones, pueden tener 8 m de ancho. Crece hasta 2300 m s. n. m.

## Usos
Algunas tribus de California lo usaban como hierba laxante, solo en pequeñas cantidades, por ser demasiada poderosa y peligrosa. 

## Taxonomía
Rhamnus californica fue descrita por Johann Friedrich von Eschscholtz y publicado en Mémoires de l'Académie Imperiale des Sciences de St. Pétersbourg. Avec l'Histoire de l'Académie 10(2): 285–286, en el año 1826.
Etimología
Rhamnus: nombre genérico que deriva de un antiguo nombre griego para el espino cerval.
californica: epíteto geográfico que alude a su localización en California.
Subespecies
Hay dos subespecies:
- Rhamnus californica subsp. californica - muy expandida en el occidente de California. Fruto con dos semillas; hojas con vainas conspicuas.
- Rhamnus californica subsp. occidentalis - norte de California y sudoeste de Oregón. Fruto con tres semillas; hojas con vainas inconspicuas.

Sinonimia
- Endotropis oleifera Raf.
- Frangula californica (Eschsch.) A.Gray
- Rhamnus purshiana var. californica (Eschsch.) Rehder[3]